# Sopron
Sopron (en húngaro: Sopron; en croata: Šopron; en alemán: Ödenburg) es una ciudad de Hungría. Tiene una población estimada, a inicios de 2021, de 62 900 habitantes.
La ciudad está situada al oeste de Hungría, en la frontera con Austria. Está a 60 kilómetros de Viena y a 220 kilómetros de Budapest. Alrededor de la ciudad hay un monte y una región de colinas. Sopron es "la capital del kékfrankos", famoso vino de Hungría. El clima de la ciudad es muy favorable para la vinicultura.

## Historia

### Antes de 1400
La antigua ciudad romana de Scarbantia estaba en las inmediaciones de Sopron. Su foro estuvo ubicado en la plaza mayor de Sopron.
Durante las migraciones de los pueblos bárbaros, la ciudad fue destruida. En los siglos IX al XI los magiares en el siglo XI fortalecieron las viejas murallas romanas y construyeron un castillo. En 1153 la localidad es mencionada como un centro comercial importante.

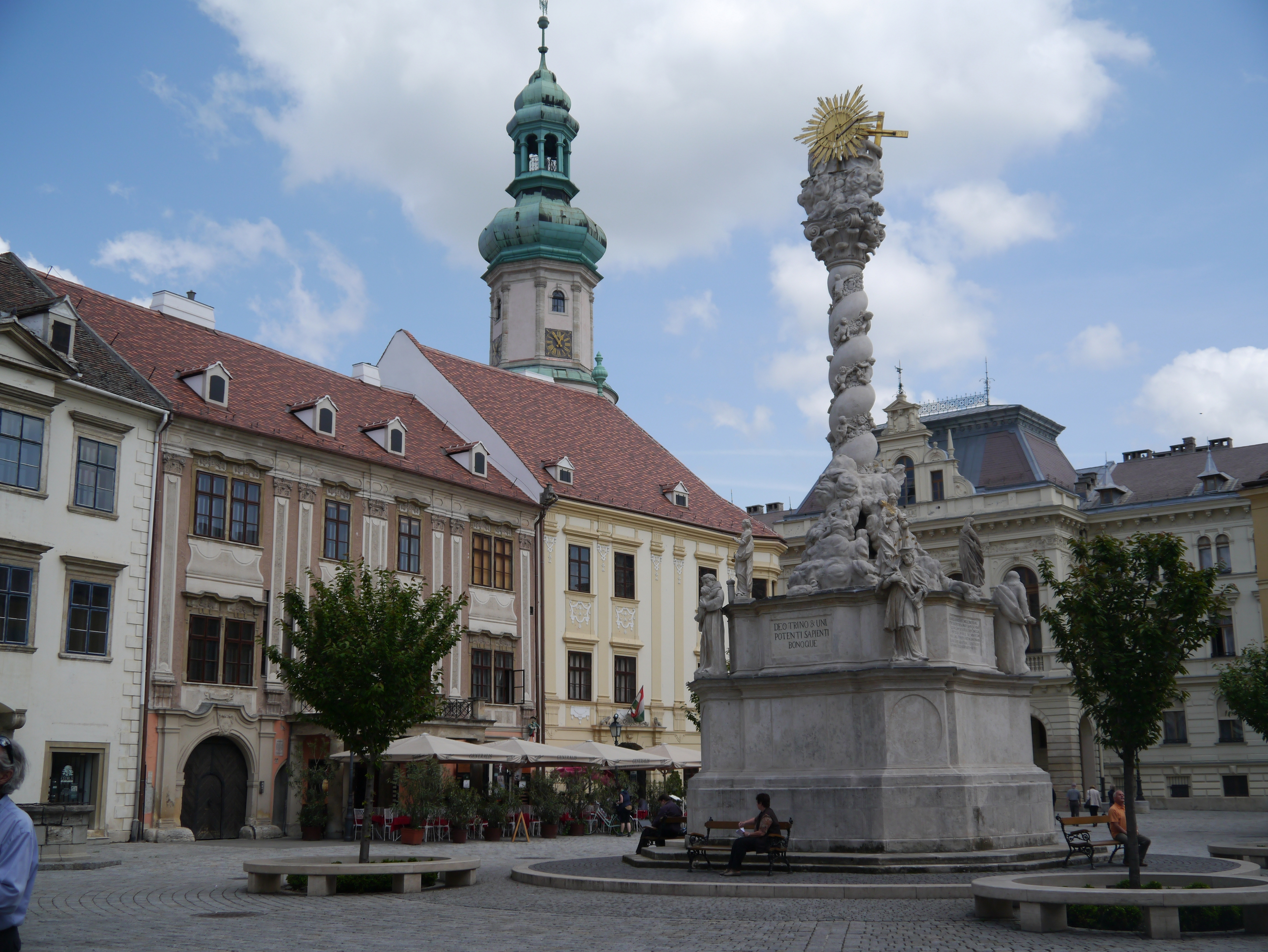
Plaza principal y Torre de Fuego

En 1273, el rey Otakar II de Bohemia ocupó el castillo. A pesar de que tomó a los hijos de la nobleza de Sopol como rehenes, la ciudad abrió sus puertas cuando llegaron los ejércitos del rey Ladislao IV, quien la nombró ciudad libre.

### 1500 - 1800
Los otomanos ocuparon gran parte de Hungría durante el siglo XVI, pero la ciudad nunca cayó en manos turcas. Muchos húngaros escaparon desde las áreas ocupadas hacia Sopron y la importancia de la ciudad creció.
En 1676 un terrible incendio destruyó Sopron. Durante los años siguientes la ciudad fue reconstruida y se convirtió en un centro europeo del arte barroco.

### 1900-actualidad
Tras la ruptura del Imperio austrohúngaro, cuatro regiones húngaras (Presburgo - Pozsony, Eisenburg - Vas, Ödenburg - Sopron, Moson - Wieselburg) pasaron a manos de Austria, según lo acordado en el tratado de Saint Germain-en-Laye. Tras una insurrección popular en 1921, los habitantes de Sopron votaron en un 65% por la permanencia en Hungría.
Durante la Segunda Guerra Mundial, Sopron sufrió terribles bombardeos. Los soviéticos ocuparon la ciudad en 1945.
En 1989 se produjo el llamado Pícnic Paneuropeo, un evento en la frontera entre Austria y Hungría que fue aprovechado por 600 ciudadanos de Alemania Oriental para cruzar a Occidente.
Hoy, Sopron es una ciudad próspera dentro del seno de la Unión Europea. Su cercanía a Austria la convierte en un cruce de caminos muy importante para el intercambio económico y cultural.

## Región vinícola
La ciudad se destaca por ser productora de vino, tanto blancos como tintos. Las uvas más utilizadas son del tipo Kékfrankos para el vino tinto y Tramini (Gewürztraminer) para el vino blanco.

## Arquitectura

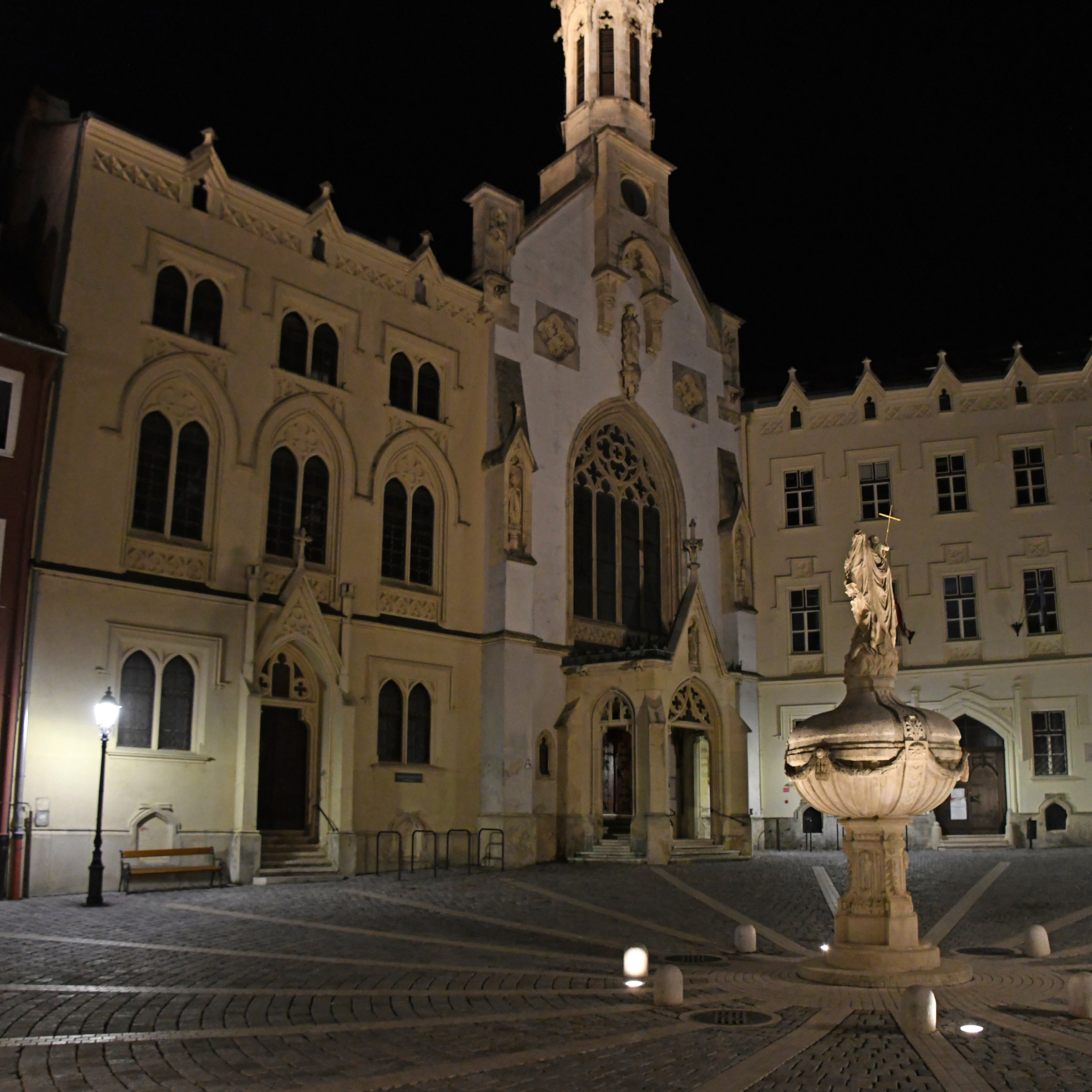
Iglesia de la Inmaculada Concepción en 2022

Todavía pueden admirarse restos de las murallas romanas así como edificios medievales, renacentistas y barrocos. Existe una vieja sinagoga y otros restos de la antigua comunidad judía de la ciudad.

## Deportes
En la ciudad juega el equipo de Fútbol MFC Sopron.

## Residentes famosos
- Franz Liszt, compositor.
- Franz von Suppé, compositor.
- Georg Trakl, poeta.
- Roger de Apulia, escritor.
- Mihály Tóth, jugador de fútbol de la selección húngara.
- Géza Ankerl, sociólogo.
- David-Zvi Pinkas, signatario de la Independencia de Israel.
- Tímea Babos (n. 1993), tenista.

## Ciudades hermanadas
Sopron está hermanada con las siguientes ciudades:
| - Seinäjoki (desde 1986); - Kempten (desde 1987); - Bad Wimpfen (desde 1990); - Bolzano (desde 1990); - Rorschach (desde 1991); | - Mediaş (desde 1994); - Eilat; - Esparta; - Kazuno; |

## Galería

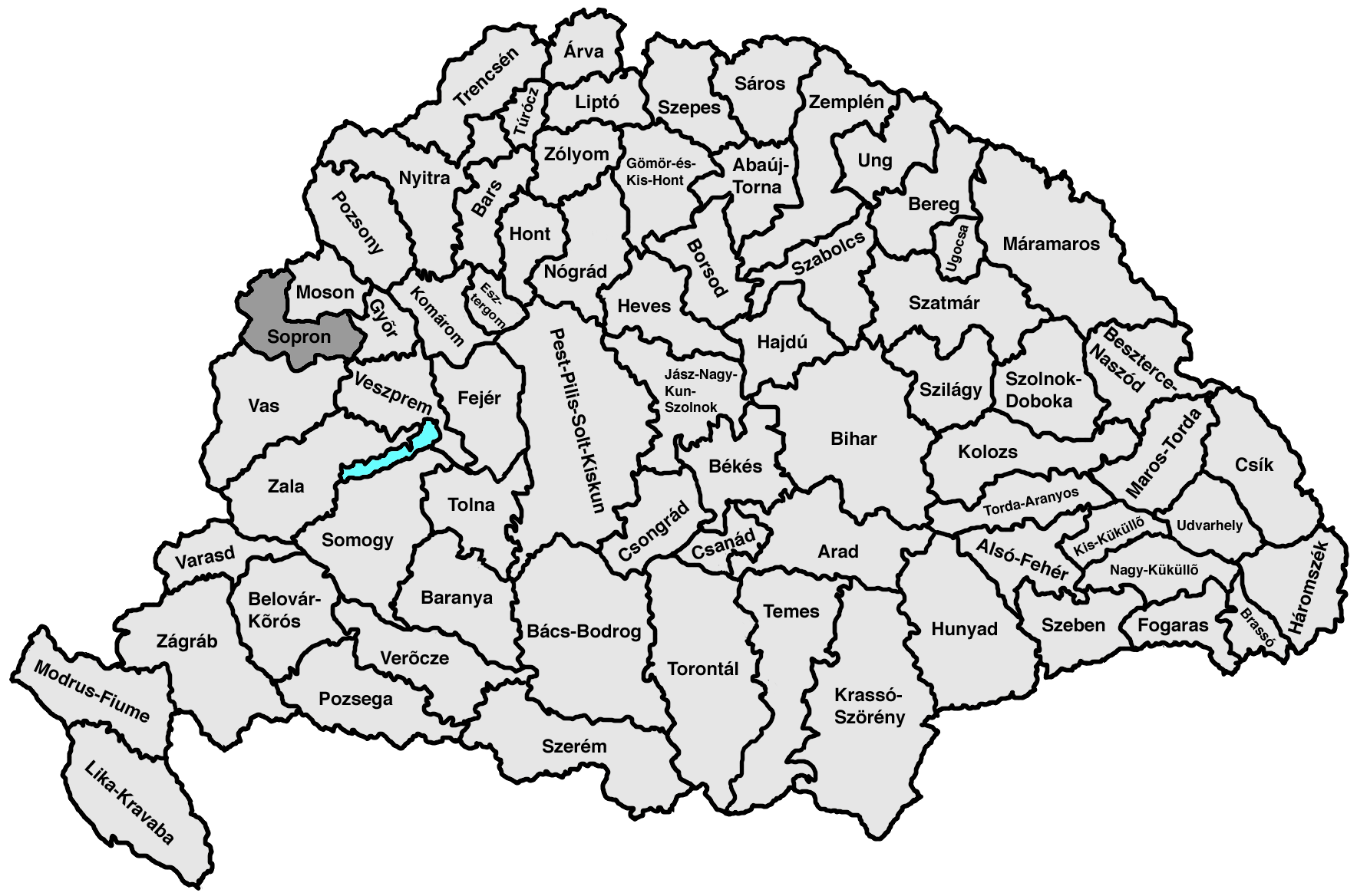
Ubicación de Sopron en el mapa del antiguo reino de Hungría
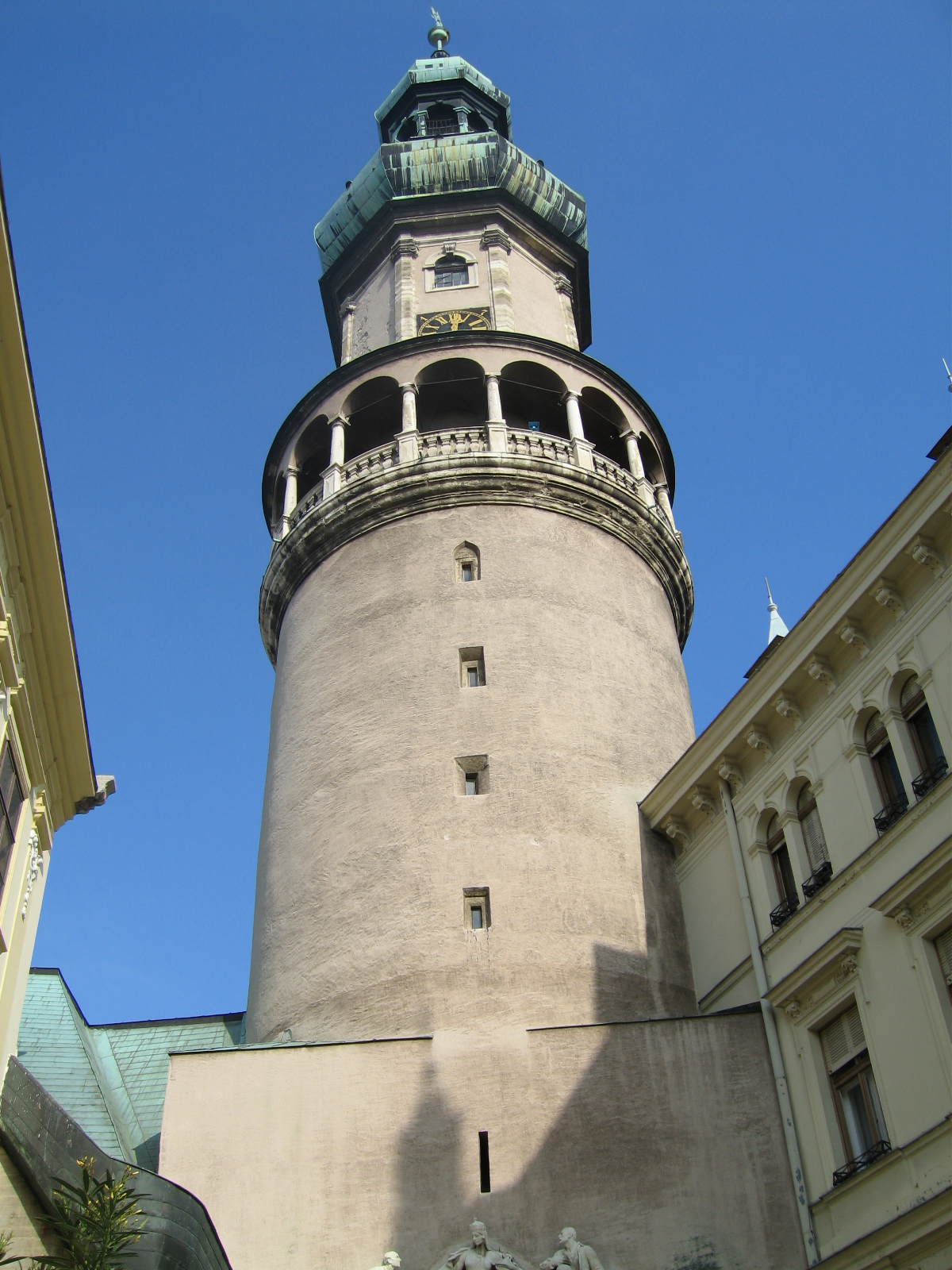
Torre medieval vista desde su base
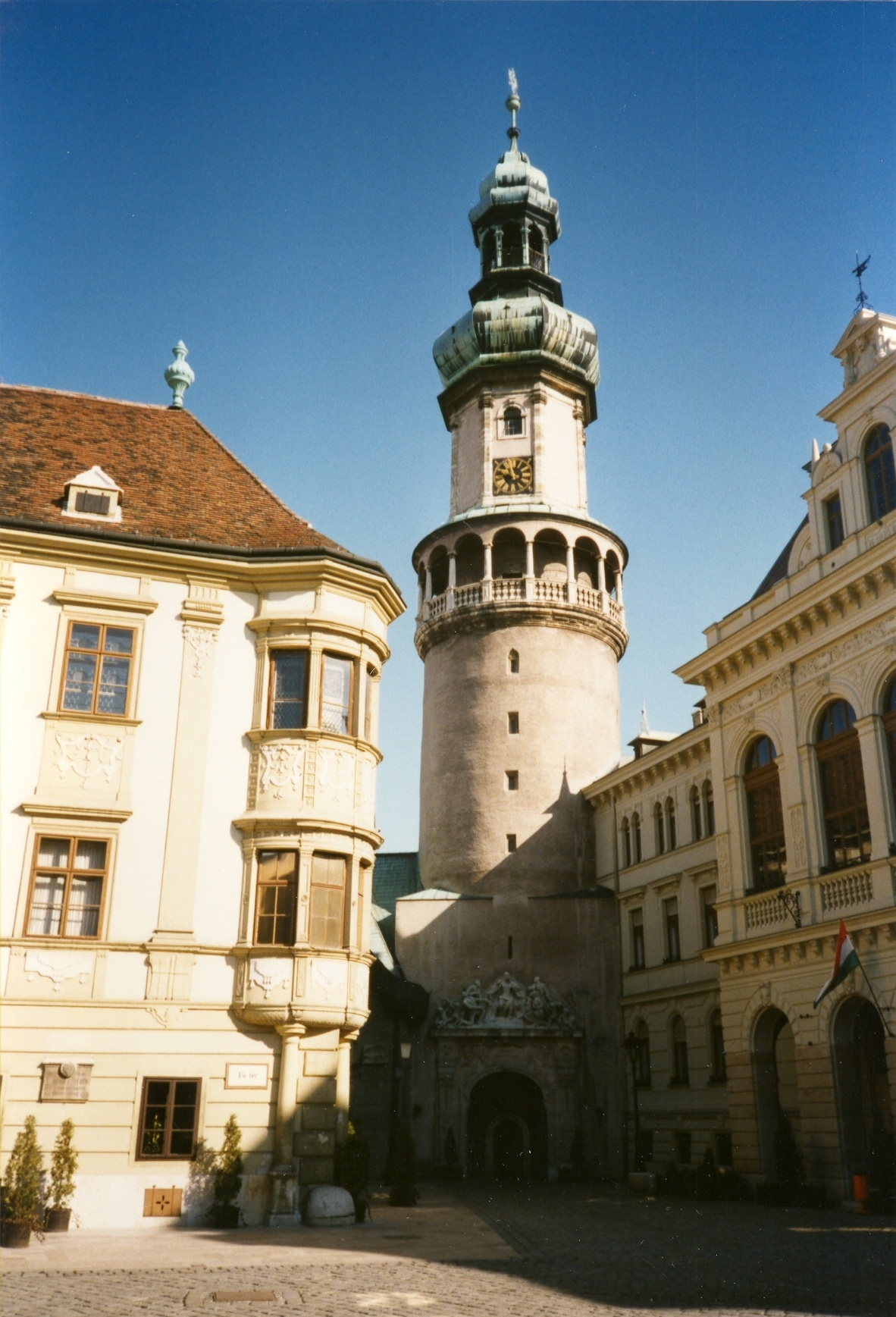
Torre medieval desde el parque principal
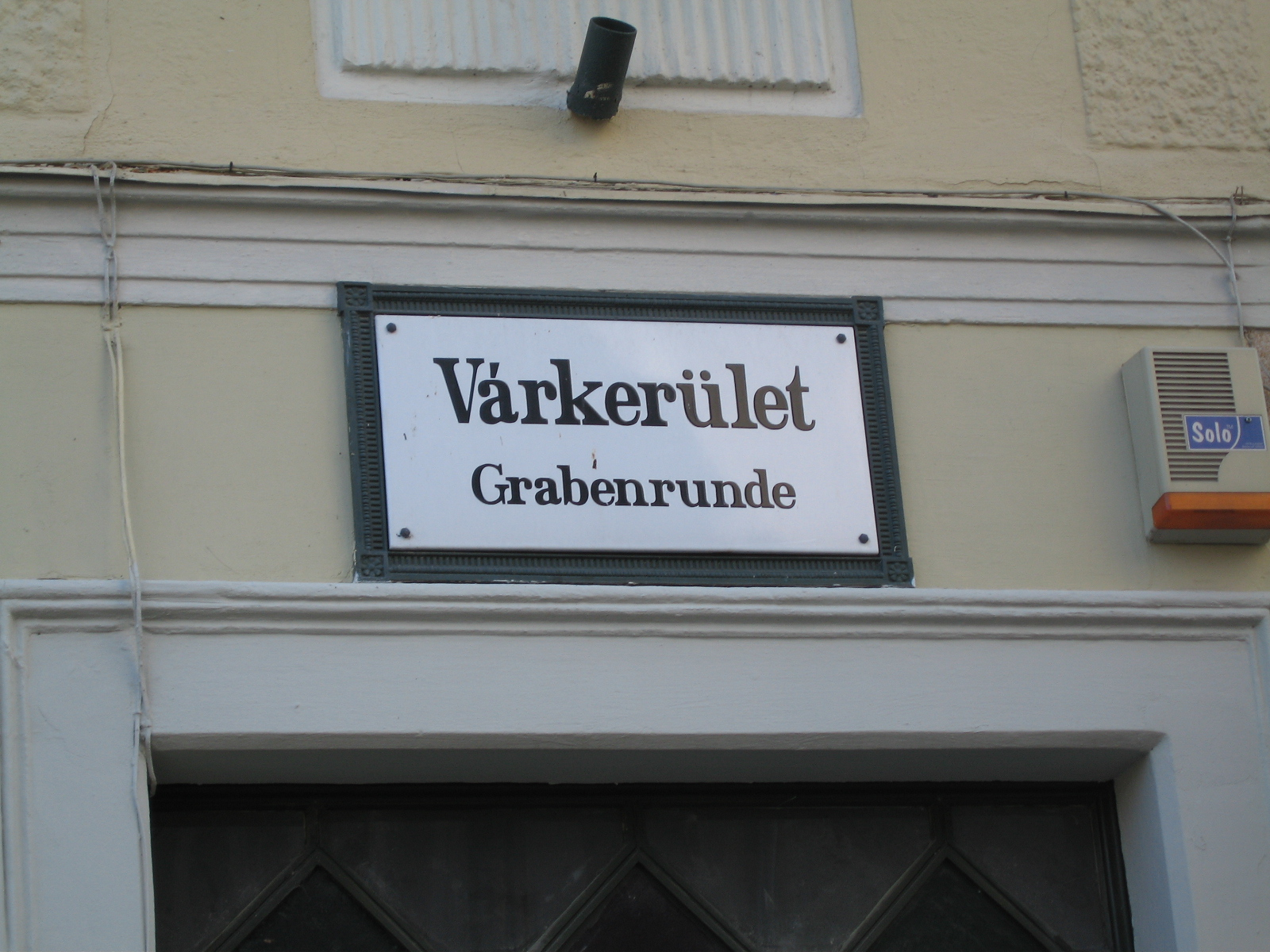
Aviso bilingüe en la ciudad